# IC 1117
IC 1117 је спирална галаксија у сазвјежђу Змија која се налази на листи објеката дубоког неба у Индекс каталогу.
Деклинација објекта је + 15° 29' 21" а ректасцензија 15h 24m 22,8s. Привидна величина (магнитуда) објекта IC 1117 износи 14,8 а фотографска магнитуда 15,6. IC 1117 је још познат и под ознакама CGCG 106-37, NPM1G +15.0475, PGC 55003.